# Chavanod
Chavanod település Franciaországban, Haute-Savoie megyében. Lakosainak száma 3024 fő (2022. január 1.). Chavanod Étercy, Lovagny, Marcellaz-Albanais, Montagny-les-Lanches, Poisy és Annecy községekkel határos.

## Népesség
A település népességének változása:
| Lakosok száma | 2379 | 2545 | 2773 | 2643 | 2682 | 2683 | 2803 | 2913 | 3024 |
|               | 2013 | 2015 | 2016 | 2017 | 2018 | 2019 | 2020 | 2021 | 2022 |